# Abell 262
Abell 262 je galaktički skup iz Abellovog kataloga. Dio je superskupa Perzej-Ribe, jedne od najvećih poznatih struktura u svemiru. Iako je središnja galaktika u skupu, NGC 708, divovska galaksija tipa cD, većina od svjetlijih galaksija u skupu su spiralne, što je neobično za galaktički skup. S oko 200 članova, ovo je relativno mali skup.
|  | Neke od svjetlijih galaktika u skupu su: - NGC 668 - NGC 669 - NGC 679 - NGC 687 - NGC 688 - NGC 700 - NGC 703 - NGC 704 - NGC 705 - NGC 708 - NGC 709 - NGC 710 - NGC 712 - NGC 714 - NGC 717 - NGC 732 - NGC 753 - NGC 759 |